# 3463 Каокуен
3463 Каокуен (3463 Kaokuen) — астероїд головного поясу, відкритий 3 грудня 1981 року.
Тіссеранів параметр щодо Юпітера — 3,484.
Названий на честь британського і американського інженера-фізика китайського походження, автора ключових досліджень в галузі розробки та практичного застосування волоконно-оптичних технологій, Чарлза Куен Као..